# Dale Appleby
Pour les articles homonymes, voir Appleby.
Dale Appleby, né le 19 décembre 1986 à Pontypridd (Pays de Galles), est un coureur cycliste britannique. 

## Palmarès et classements mondiaux

### Palmarès
- 2006
  -  Champion du Pays de Galles sur route
  - 3e de la Perfs Pedal Race
  - 3e du championnat de Grande-Bretagne du contre-la-montre espoirs
- 2010
  -  Champion du Pays de Galles sur route
- 2013
  - 2e du Circuit d'Alger
- 2015
  - Shrewsbury Grand Prix

### Classements mondiaux
| Année           | 2006 | 2007 | 2008 | 2009 | 2010 | 2011 | 2012  | 2013 |
| --------------- | ---- | ---- | ---- | ---- | ---- | ---- | ----- | ---- |
| UCI Africa Tour |      |      |      |      |      |      |       | 63e  |
| UCI Europe Tour | 829e | nc   | nc   | nc   | nc   | nc   | 1031e | nc   |